# Boys World
Boys World — американський поп, R&B гурт, створений в Лос-Анджелесі, Каліфорнія, у квітні 2019 року. 
Гурт був створений компанією KYN Entertainment після того, як директори компанії зв’язалися з кожною з учасниць у соціальних мережах, побачивши відео їхніх виступів онлайн. 
Гурт тримали в секреті до січня 2020 року, коли вони почали публікувати дописи в соціальних мережах. У жовтні 2020 року гурт випустив свій дебютний сингл «Girlfriends». У квітні 2021 року гурт випустив свій дебютний мініальбом «While You Were Out».

## Історія

### 2019–2021: Мініальбом While You Were Out та сингли
У 2019 році з майбутніми учасницями гурту Boys World були проведені перемовини компанією KYN Entertainment, після того, як директори компанії побачили їх музичні відео в Інтернеті. Кожній учасниці було надіслане особисте повідомлення в Instagram про можливість участі в музичному гурті. Куіні Мей Віллалуз, першій учасниці, з якою зв’язалися, знадобилося більше ніж місяць, щоб відповісти на повідомлення, оскільки у неї були сумніви щодо справжності повідомлення. Ліліан Кей додала, що в це також «важко повірити» і що вона багато розмовляла з KYN, але як тільки це почалося, вона відчула, що це правильно для неї. Сонні Тахар (Sonny Takhar), засновник KYN, заявив, що коли гурт був сформований, перші учасниці вибирали, кого ще додати до складу. Після Куіні Мей Віллалуз до гурту долучились Макхілі Сімпсон, Ліліан Кей, Елана Касерес і Олівія Рубі; гурт був створений 26 квітня 2019 року.
Гурт Boys World було представлено громадськості коли вони розмістили допис в обліковому записі в TikTok у січні 2020 року, після того, як гурт разом придбав будинок у Лос-Анджелесі. Термін «Boys» в їхній назві означає Best of Your Self.
22 жовтня 2020 року вийшов дебютний сингл «Girlfriends». Гурт заявив, що пісня «Girlfriends» розповідає про їхню дружбу одна з одною і що запис пісні тривав цілий рік, щоб вдосконалити її. 29 січня 2021 року гурт випустив наступний сингл "Wingman". Журнал Clash описав пісню як «вибух енергії, що підносить вгору», а журнал Paper написав, що ця пісня є «верифікованим гімном дівочої сили». Сингл «Wingman» отримав понад 200 тисяч трансляцій на Spotify і 400 тисяч переглядів на YouTube.
У лютому 2021 року вони виконали національний гімн на телеканалі Animal Planet, у телевізійній програмі Puppy Bowl 2021. 
У березні 2021 року гурт випустив свій третій сингл «Tiptoe». Clash зазначив, що ця пісня демонструє їхній потенціал і багатогранність як гурту.
9 квітня 2021 року вони випустили свій дебютний мініальбом «While You Were Out». 21 травня 2021 року вони випустили сингл «All Me», а згодом — сингл «Something in the Water».

### 2022 — дотепер
У липні 2022 року вони випустили сингл «So What». 18 січня 2023 року вони випустили сингл «Mantrum». 2 червня вони випустили сингл «Me, My Girls & I». 2 серпня вони анонсували сингл «Pina Colada», який вийшов 18 серпня.

## Склад гурту
- Елана Касерес (Elana Caceres),
- Ліліан Кей (Lillian Kay),
- Куіні Мей Віллалуз (Queenie Mae Villaluz),
- Макхілі Сімпсон (Makhyli Simpson),
- Олівія Рубі (Olivia Ruby)

## Дискографія

### Мініальбоми
| Назва              | Подробиці                                                                         |
| ------------------ | --------------------------------------------------------------------------------- |
| While You Were Out | - Випущено: 9 квітня 2021 р - Формат: цифрове завантаження, потокове передавання  |
| Me, My Girls & I   | - Випущено: 23 червня 2023 р - Формат: цифрове завантаження, потокове передавання |

### Сингли
| Назва                           | Рік  | Альбом             |
| ------------------------------- | ---- | ------------------ |
| "Girlfriends"                   | 2020 | While You Were Out |
| "Wingman"                       | 2021 | While You Were Out |
| "Tiptoe"                        | 2021 | While You Were Out |
| "All Me"                        | 2021 | Сингл без альбому  |
| "Something in the Water"        | 2021 | Сингл без альбому  |
| "So What"                       | 2022 | Me, My Girls & I   |
| "Mantrum"                       | 2023 | Me, My Girls & I   |
| "Me, My Girls & I"              | 2023 | Me, My Girls & I   |
| "Piña Colada"                   | 2023 | Сингл без альбому  |
| "Gone Girl"                     | 2023 | Сингл без альбому  |
| "The Bitch Who Stole Christmas" | 2023 | Сингл без альбому  |
| "Caught in Your Love"           | 2024 | Сингл без альбому  |

### Музичні кліпи
| Назва                    | Рік  | Режисер(и)                  |
| ------------------------ | ---- | --------------------------- |
| "Girlfriends"            | 2020 | Symone Ridgell              |
| "Wingman"                | 2021 | Symone Ridgell              |
| "Relapse"                | 2021 | Kai Cranmore                |
| "All Me"                 | 2021 | Tusk                        |
| "Something in the Water" | 2021 | Chandler Lass               |
| "So What"                | 2022 | Alexandra Gavillet          |
| "Mantrum"                | 2023 | Angelica Valente & Pseudo   |
| "Me, My Girls, & I"      | 2023 | Sarah Eiseman & Andy Deluca |
| "Piña Colada"            | 2023 | Zev York                    |
| "Gone Girl"              | 2023 | None credited               |